# Conopalpus
Conopalpus är ett släkte av skalbaggar som beskrevs av Leonard Gyllenhaal 1810. Conopalpus ingår i familjen brunbaggar.
Släktet innehåller bara arten Conopalpus testaceus.